# Shākh Kūpāl
Shākh Kūpāl (persiska: شاخ کوپال) är en ort i Iran.   Den ligger i provinsen Khuzestan, i den centrala delen av landet, 500 km söder om huvudstaden Teheran. Shākh Kūpāl ligger 52 meter över havet och antalet invånare är 327.
Terrängen runt Shākh Kūpāl är platt. Runt Shākh Kūpāl är det ganska tätbefolkat, med 58 invånare per kvadratkilometer. Närmaste större samhälle är Marbachcheh, 18,0 km öster om Shākh Kūpāl. Omgivningarna runt Shākh Kūpāl är i huvudsak ett öppet busklandskap.